# كابروني كا.311
كابروني كا.311 (بالإنجليزية: Caproni Ca.311)‏ هي طائرةٌ إيطاليَّة، صنعتها شركة كابروني للطائرات، وكان أول تحليقٍ لها في أبريل 1939.